# Angoisse (film, 1917)
Pour les articles homonymes, voir Angoisse (homonymie).
Angoisse est un film français muet, réalisé par André Hugon, sorti en 1917.

## Fiche technique
- Titre : Angoisse
- Réalisation : André Hugon
- Scénario : Albert Dieudonné et André Hugon
- Pays d'origine : France
- Format : Noir et blanc - Muet
- Date de sortie : 1917

## Distribution
- Paul Guidé : Jacques de Lucigny
- Albert Dieudonné : Guy de Rouvres
- Marie-Louise Derval : Jacqueline de Rouvres